# Karetovití
Karetovití (Cheloniidae) je čeleď mořských želv.

## Systematika
Za popisnou autoritu čeledi Cheloniidae je pokládán Nicolaus Michael Oppel (1811). Čeleď zahrnuje šest recentních druhů řazených do pěti rodů. V českém jazyce nesou všechny rodové jméno kareta:
- Caretta Rafinesque, 1814
  - Caretta caretta (Linnaeus, 1758) – kareta obecná
- Chelonia Sonnini & Latreille, 1802
  - Chelonia mydas (Linnaeus, 1758) – kareta obrovská
- Eretmochelys Fitzinger, 1843
  - Eretmochelys imbricata (Linnaeus, 1766) – kareta pravá
- Lepidochelys Fitzinger, 1843
  - Lepidochelys kempii (Garman, 1880) – kareta menší
  - Lepidochelys olivacea (Eschscholtz, 1829) – kareta zelenavá
- Natator McCulloch, 1908
  - Natator depressus (Garman, 1880) – kareta plochá

Ve starších zdrojích se lze setkat s odlišnými systémy, např. dlouhodobě klasifikovaný druh Chelonia agassizii je považován za synonymní vůči Chelonia mydas.
Vyjma rodů recentních byla popsána řada rodů vyhynulých, jako např. Procolpochelys, Puppigerus, Euclastes, Toxochelys nebo Ctenochelys. Pro klad zahrnující kmenové formy, jež předcházely poslednímu společnému předkovi současných rodů (tj. korunové skupině), se používá označení Pancheloniidae. Karety a jejich vyhynulí příbuzní představují součást evoluční radiace mořských želv (Chelonioidea), monofyletické skupiny, jejíž poslední společný předek žil zřejmě během spodní křídy. V současnosti přežívají pouze dvě čeledi mořských želv, vyjma karetovitých jsou to kožatkovití (Dermochelyidae), již tak představují jejich sesterskou skupinu. Třetí linie mořských želv, čeleď Protostegidae, vyhynula na konci křídy. Odhadované stáří karetovitých činí asi 60 milionů let.

## Popis

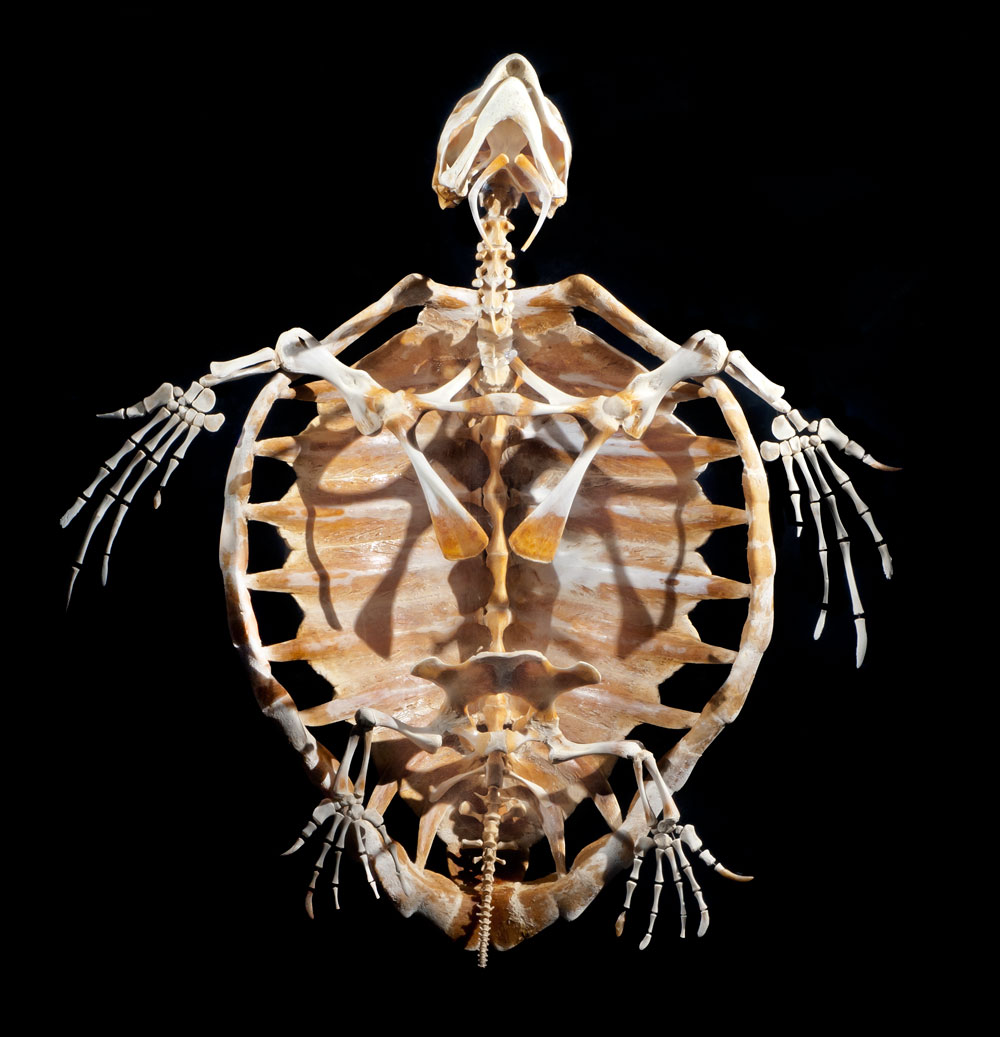
Kareta obecná, kostra

Nejmenší karety měří asi 60 cm (rod Lepidochelys), zatímco kareta obrovská dorůstá délky 1–1,4 m. Karetovití se vyznačují zploštělým hydrodynamickým krunýřem, jenž je hladký, krytý epidermálními štítky. Sesterská skupina karet, kožatky, nemají kompaktní kostěný krunýř, ale jejich krunýř tvoří jednotlivé kostěné destičky (osteodermy), jež jsou uloženy v silném kožním krytu. Krunýř karet, podobně jako u ostatních želv, se dělí na hřbetní část neboli karapax a spodní část neboli plastron. U plastronu došlo k redukci mesoplastronu, pletenec dolních končetin s plastronem ukotvuje ohebné kloubní spojení. Protože by přečnívající karapax kladl při plavání zbytečný odpor, hlava a krk jsou prakticky nezatažitelné. Částečné zatažení krku probíhá ve vertikálním směru, což se odráží v anteroventrálně orientované kloubní ploše prvního hrudního obratle. Přední končetiny mají podobu plochých veslovitých ploutví, které rovněž nelze zatáhnout do krunýře. Ploutvím dávají jejich charakteristický vzhled především značně protáhlé prsty, v případě předních ploutví i krátká a tlustá vřetenní a loketní kost. Drápy na končetinách zakrněly. Při pohybu se karety spoléhají především na přední končetiny, synchronní mávání předními ploutvemi představuje analogii ptačího letu. Zadní končetiny slouží ve vodě spíše jako kormidlo. Lebka je, podobně jako u ostatních želv, anapsidní (bez spánkových jamek). Vyčnívající hlavu chrání svrchní lebeční kosti, utvářející kompaktní širokou a silnou klenbu. Čelisti jsou zobákovité, kryté rohovinou.

## Chování a ekologie

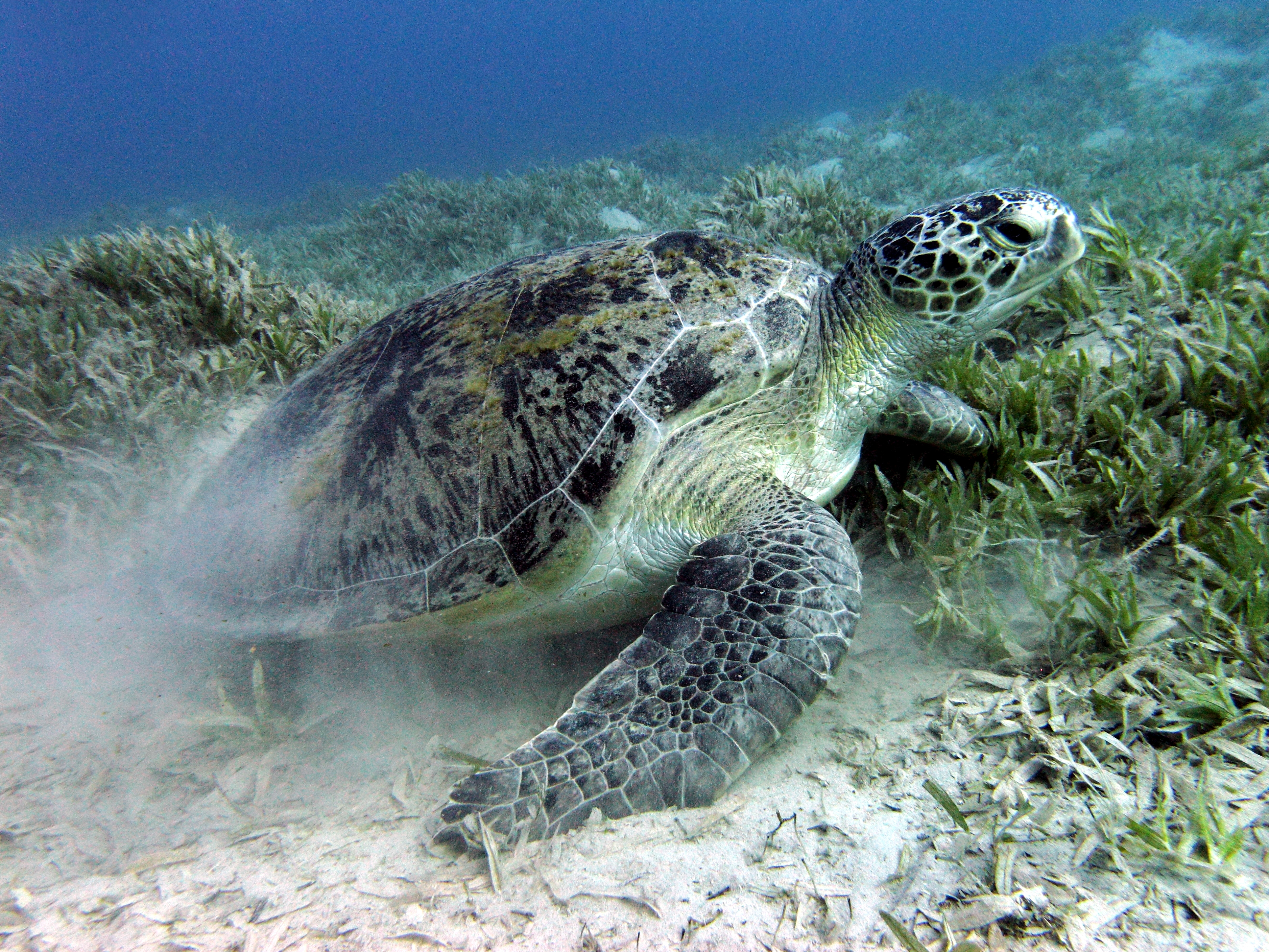
Býložravá kareta obrovská u egyptského Marsá Alam

Karetovití obývají všechny tropické a subtropické oceány, stejně jako mírné vody. Jsou rozšířeny mj. i ve Středozemním moři. Do moří mírného pásma obvykle pronikají v létě, přičemž později buď migrují zpět do teplejších vod, anebo se na zimu zahrabávají do bahna v mělkých pobřežních zónách. Většinu svého života karety tráví ve vodě, zejména v mělčích vodách nepřesahujících 200 metrů. Ve vodě se krmí, rozmnožují, dokonce i spí. Na souš se vynořují pouze za účelem kladení vajec, nicméně karety obrovské z Havajských a Galapážských ostrovů se někdy na pevnině i vyhřívají. Karety vykazují řadu ekofyziologických adaptací souvisejících se životem v mořské vodě. Velký objem plic, schopnost ukládat kyslík do respiračních pigmentů (hemoglobin, myoglobin) i schopnost omezit průtok krve jen na esenciální orgány želvám umožňují i relativně dlouhé ponory. Přezimujícím karetám se stačí nadechnout pouze jednou za několik hodin, nicméně běžné ponory netrvají déle než 1 hodinu. Přebytečná sůl je z těla vylučována specializovanými solnými žlázami.
Karety se živí převážně masožravě, žerou například houbovce, měkkýše, korýše, ježovky nebo ryby. Objevuje se mezi nimi potravní specializace, např. kareta obecná se živí desetinožci a měkkýši, kareta pravá spíše houbovci a korály. Kareta obrovská je se svým jídelníčkem založeným na mořských trávách jedinou převážně býložravou karetou.

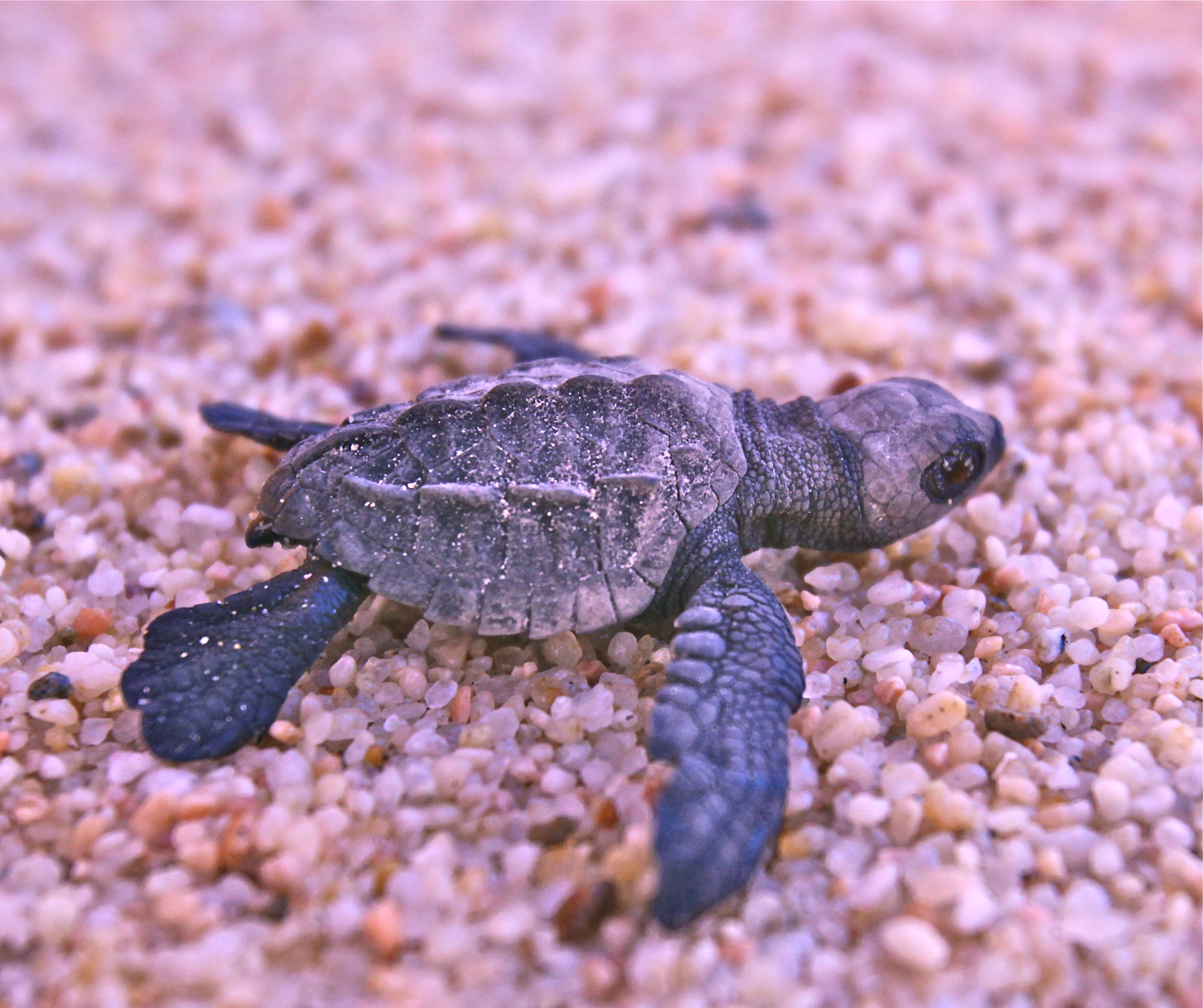
Kareta zelenavá, mládě

Karetovití představují zdatné migranty a jsou známí tím, že samice kladou vejce na plážích, kde se před lety samy vylíhly. Hnízdní pláže se rozkládají zejména v tropických oblastech, samice se sem vracejí v jednoletých (vzácně) až tříletých cyklech. Během jedné hnízdní sezóny může samice naklást 1 až 14 snůšek, jež ukládají do vyhloubených a posléze zahrabaných hnízd v písku. Typická velikost jedné snůšky přesahuje 100 vajec. Početné snůšky jsou charakteristické zejména pro karety pravé, naopak u karety ploché průměrná velikost snůšky přesahuje sotva 50 vajec. Inkubační doba je variabilní, trvá asi 40–70 dní. Determinace pohlaví závisí na teplotě, přičemž čím vyšší teploty, tím vyšší je podíl samic. Vylíhnutá mláďata se za několik dní vyhrabou k povrchu a svépomocí se dostanou do moře. Asi 4 až 12 let se vyvíjejí v pelagiálu, snad s výjimkou karety ploché. Život v otevřeném oceánu je pro mladé želvy výhodný, neboť zde narazí na menší množství predátorů oproti pobřežním vodám. Většina karet, s výjimkou rodu Lepidochelys, pohlavně dospívá po 25 a více letech. Karety se typicky páří v blízkosti hnízdních pláží, není to však povinností, samice si samčí sperma mohou totiž dlouhodobě uchovávat. Samčí kompetice je u těchto želv značná a s jedinou samicí se často v jeden okamžik snaží pářit větší množství samců.

## Ohrožení
Ohrožení karetovitých pramení zejména z lovu, řada jedinců může také náhodně utonout v sítích na ryby a krevety. Především karety obrovské trpí na infekční fibropapilomatózu, jež může dosahovat epizootických úrovní. Prevalence tohoto onemocnění závisí na úrovni znečištění pobřežních oblastí.
Mezinárodní svaz ochrany přírody k srpnu roku 2024 hodnotil jednotlivé karety následujícím stupněm ohrožení:
- kareta obecná – zranitelný druh;
- kareta obrovská – ohrožený druh;
- kareta pravá – kriticky ohrožený druh;
- kareta menší – kriticky ohrožený druh;
- kareta zelenavá – zranitelný druh;

- kareta plochá – chybí údaje.